# کشیشتف کسه‌دوفسکی
کشیشتف کاژیمیش کُسِه‌دوفسکی (لهستانی: Krzysztof Kazimierz Kosedowski؛  ‏ تلفظ نام‌کوچک لهستانی: [ˈkʂɨʂtɔf]؛ ‏ زادهٔ ۱۲ دسامبر ۱۹۶۰) بوکسور بازنشسته اهل کشور لهستان است. وی در بازی‌های المپیک تابستانی ۱۹۸۰ موفق به کسب مدال برنز شد.